# The Yellow Book

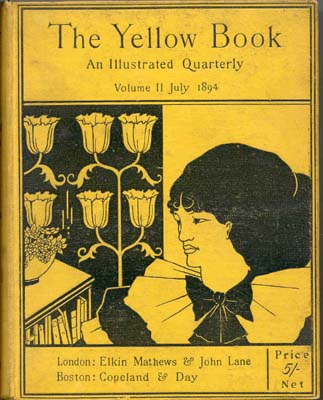
Omslag met een illustratie van Aubrey Beardsley

The Yellow Book was een Engels tijdschrift voor kunst en literatuur dat driemaandelijks in Londen  verscheen van 1894 tot 1897 en in die periode een van de toonaangevende publicaties was op dit gebied. Het blad werd uitgegeven door de uitgeverij The Bodley Head van Elkin Mathews en John Lane, later alleen door John Lane, en werd geredigeerd door de oorspronkelijk uit Amerika afkomstige schrijver Henry Harland.
Het blad werd geassocieerd met de destijds heersende bewegingen van het estheticisme en decadentisme, waar Oscar Wilde een van de toonaangevende figuren was. Wilde zelf werd echter uitgesloten van publicatie vanwege de controverse die rond hem was ontstaan. 
Het tijdschrift publiceerde een breed scala aan literaire en kunstzinnige uitingen in de vorm van korte verhalen, gedichten, essays, kritieken, illustraties en reproducties van schilderijen.
De eerste kunstredacteur van het blad was Aubrey Beardsley, die ook verantwoordelijk zou zijn geweest voor de kleur van het omslag. De opmerkelijke gele kleur riep associaties op met de Franse literatuur uit die periode en zodoende ook weer met Oscar Wilde. Deze controversiële schrijver noemt in zijn als decadent beschouwde roman The Picture of Dorian Gray een boek met een geel omslag. Het zou hier gaan om de voor de beweging van het decadentisme invloedrijke Franse roman À rebours van Joris-Karl Huysmans. Beardsley, die eerder had meegewerkt aan de illustraties voor Wildes toneelstuk Salomé, werd onder druk van de publieke opinie ontslagen. Hij ging vervolgens aan de slag als artdirector van het literaire tijdschrift The Savoy.
Vele destijds en sommige nog altijd gerespecteerde kunstenaars droegen bij aan het blad, onder wie
Charles Conder, William Rothenstein, John Singer Sargent, Walter Sickert en Philip Wilson Steer. Op literair gebied werd meegewerkt door onder anderen Max Beerbohm, Arnold Bennett, Baron Corvo, Ernest Dowson, George Gissing, Henry James, Edmund Gosse, Richard Le Gallienne, Charlotte Mew, Arthur Symons, Herbert George Wells en William Butler Yeats.